# Qoussaï Hussein
Pour les articles homonymes, voir Al-Tikriti.
Qoussaï Saddam Hussein al-Tikriti (arabe: قصي صدام حسين , généralement orthographié Qusay en anglais), né le 17 mai 1966 à Bagdad en Irak et mort le 22 juillet 2003 à Mossoul en Irak, est le second fils de Saddam Hussein. Il fut officiellement désigné comme dauphin de son père en 2000.

## Famille
Second et dernier fils de la première épouse de Saddam Hussein, Sadjida Talfah, Qoussaï est deux ans plus jeune que son frère Oudaï. Il a également trois sœurs plus jeunes (Raghad, Rana et Hala).
Jusqu'en 1996, c'est Oudaï Hussein qui était considéré comme un héritier indiscutable, jusqu'à ce qu'il soit blessé dans une tentative d'assassinat. Contrairement à Oudaï, connu pour son extravagance, Qoussaï Hussein a cultivé la plupart du temps la discrétion. Si Oudaï n'a été que brièvement marié, Qoussaï Hussein était, lui, marié et père de quatre enfants.

## Avant 2003
Avant l'opération liberté irakienne, Qoussaï Hussein assumait le rôle de chef des forces de sécurité, et peut-être également celui des services secrets (SSO). Il avait également une certaine autorité sur la garde républicaine et d'autres unités militaires.
Qoussaï Hussein aurait joué un rôle central[réf. nécessaire] dans l'écrasement du soulèvement des chiites dans les mois suivant la fin de la guerre du Golfe. Il aurait également planifié et organisé l'assèchement des marais du Sud de l'Irak. L'assèchement à grande échelle de ces marais a détruit irrémédiablement l'habitat de dizaines d'espèces d'oiseaux migrateurs et détruit le mode de vie séculaire des Arabes des marais chiites qui vivaient dans ces zones humides et insalubres (Malaria endémique). Le gouvernement irakien déclara que cette action avait pour but de permettre la mise en culture de nouvelles terres [réf. nécessaire] ; cependant, beaucoup d'observateurs occidentaux ont évoqué des représailles dirigées contre les Arabes des marais à la suite de leur participation au soulèvement de 1991.
Des dissidents irakiens attribuent à Qoussaï le meurtre de nombreux militants politiques [réf. nécessaire]. The Sunday Times (Londres) a ainsi rapporté que Qoussaï Hussein aurait ordonné l'assassinat de Khalis Mohsen al-Tikriti, un ingénieur de l'organisation d'industrialisation militaire, car il le suspectait de vouloir quitter l'Irak. En 1998, des groupes d'opposition ont également accusé Qoussaï Hussein d'avoir ordonné l'exécution de milliers de prisonniers politiques [réf. nécessaire], après que des centaines de détenus furent exécutés sommairement pour faire de la place dans les prisons surchargées.

## Début de laguerre d'Irak
En prévision de l'invasion américaine, Saddam Hussein confie à son fils Qoussaï le commandement d'une des quatre zones de défense, en l'occurrence celle de Bagdad-Tikrit. Le 17 mars 2003, le président américain George W. Bush donne 48 heures au président de la République irakienne Saddam Hussein et à ses deux fils pour quitter le pays, ce qu'ils refuseront de faire, en dépit de l'immense fortune dont ils auraient disposé en dehors d'Irak[réf. nécessaire]. Le lendemain, Qoussaï Hussein aurait organisé l'opération consistant à vider les coffres de la banque nationale irakienne, emportant à la demande de son père près de 1 milliard de dollars (900 millions de dollars en coupures de 100 dollars[réf. nécessaire], et 90 millions en Euros[réf. nécessaire]).
Juste avant la fin de l'ultimatum, un bombardement d'un bunker où auraient pu se trouver Saddam Hussein et ses fils n'atteint aucune de ses cibles. Les forces de la coalition emmenée par les États-Unis lancent l'opération liberté irakienne le 20 mars.
Qoussaï Hussein disparaît peu avant la prise de Bagdad par les troupes américaines, et est déjà passé dans la clandestinité au moment de la destruction de la grande statue de son père du square Firdos, au centre de Bagdad, le 9 avril.

## Traque et mort de Qoussaï Hussein
Dès la prise de contrôle de la capitale, Qoussaï Hussein est considéré comme l'un des piliers du régime baasiste. Le 11 avril, les Américains annoncent leur liste des 55 personnes les plus recherchées sous forme de jeu de cartes ; Qoussaï Hussein y est l'as de trèfle, devenant ainsi l'une des quatre cibles prioritaires des Américains, avec son père, son frère et le secrétaire présidentiel.
Sa tête est mise à prix pour 15 millions de dollars américains. 18 jours seulement après l'annonce d'offres de récompenses pour Oudaï et Qoussaï Hussein, un informateur irakien non identifié s'est présenté avec des informations concernant leur emplacement.
Le 22 juillet 2003, à la suite d'un renseignement, un commando des forces spéciales américaines tente d'arrêter les habitants d'une maison de Mossoul. À la suite d'un échange de coups de feu, les forces spéciales se replient et demandent du renfort ; 200 soldats de la 101e division aéroportée encerclent alors la maison, recevant l'aide d'hélicoptères Apache et d'un avion A-10. Après 4 heures d'une bataille intense et inégale, les soldats parviennent enfin à pénétrer dans la maison, et y trouvent[réf. nécessaire] 4 cadavres, qui seront, dès le lendemain, identifiés grâce à leur dossier dentaire comme étant ceux de Qoussaï Hussein, de son frère Oudaï, d'un garde du corps et d'un adolescent de 14 ans, Mustapha, fils de Qoussaï.
Le propriétaire de la maison (le Cheikh Zeidan, un cousin de Saddam Hussein) reçut peu après la citoyenneté américaine et s'expatria aux États-Unis, ce qui renforça les spéculations selon lesquelles il aurait pu être l'informateur des Américains et le bénéficiaire des 30 millions de dollars de récompense. Son frère fut tué en 2004 par des inconnus, probablement  en guise de représailles.
Dès le 24 juillet, des photos des cadavres sanguinolents furent largement diffusées sur les télévisions et dans la presse du monde entier. Le commandement militaire américain déclara que ces photos avaient pour but de noyer les rumeurs selon lesquelles les deux frères étaient toujours en vie. Certains ne manquèrent pas de critiquer les deux poids deux mesures de l'armée américaine, l'administration Bush ayant quelques mois auparavant vivement condamné Saddam Hussein pour avoir diffusé des images de cadavres de soldats américains morts[réf. nécessaire] pendant l'offensive.

### Filmographie
- Nous les Irakiens, film documentaire tourné par Abbas Fahdel en 2003. On y voit les habitants de Bagdad réagir en direct à l'annonce de la mort de Qoussaï Hussein et son frère Oudaï.